# 薩拉托加 (北卡羅萊納州)
薩拉托加（英語：Saratoga）是一個位於美國北卡羅萊納州威爾遜縣的城鎮。

## 人口
根據2020年美國人口普查的數據，薩拉托加的面積為1.64平方千米，皆為陸地。當地共有人口353人，而人口密度為每平方千米215人。